# チーズ饅頭

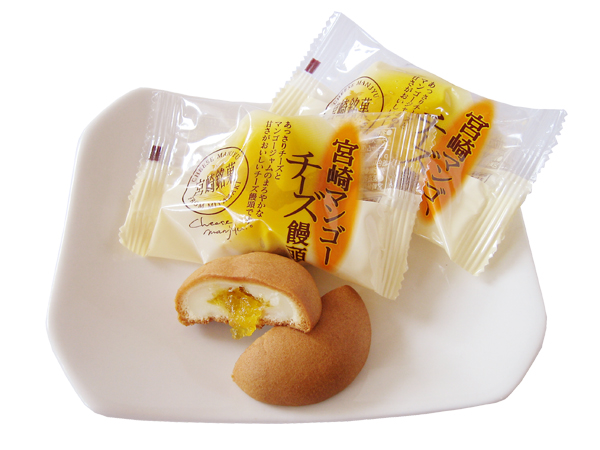
宮崎マンゴーを包んだチーズ饅頭

チーズ饅頭（チーズまんじゅう）は、宮崎県の銘菓。県を代表するスイーツである。

## 概要
クッキー生地にクリームチーズを入れた焼菓子である。
昭和50年代後半に考案され、宮崎県内全域に広がり、それぞれの店で独自のアレンジが加わったチーズ饅頭がつくられるようになった。アレンジの一例として、クッキー生地の外側の部分には、サクサクしたものもあれば、しっとりしたものもあり、中身のクリームチーズもチョコやマンゴーといった様々なフレーバーが加えられたものがある。
2024年時点では宮崎県内で200社以上がチーズ饅頭を製造している。

## 歴史
発祥には諸説ある。
- 小林市が発祥[1]。
  - 1986年に宮崎県小林市の菓子職人・伊藤光輝がチーズ饅頭を考案した[5][6]。

風月堂、南国屋今門、菓子処わらべがそれぞれ「元祖」を名乗っており、3店舗とも手作りのチーズ饅頭を製造し、2011年時点ではそれぞれ1日3000個ほどを売り上げる。
風月堂
皮がスコーン生地で作られて、時間が経つとしっとり感が出てくる。
南国屋今門
植物性のチーズを用いる。
菓子処わらべ
皮がサクサク生地で、クッキーに近い固さ。